# Gorenja Žaga
Gorenja Žaga este o localitate din comuna Kostel, Slovenia, cu o populație de 12 locuitori.